# Ian Matos
Ian Carlos Gonçalves de Matos, noto più semplicemente come Ian Matos (Muaná, 24 aprile 1989 – Rio de Janeiro, 21 dicembre 2021), è stato un tuffatore brasiliano.

## Biografia
Ian Matos nacque nel villaggio di São Miguel Do Pracuuba a Muanà, nello stato di Pará. Sin da giovane si specializzò nei tuffi dal trampolino, nelle altezze da uno e tre metri. Iniziò a distinguersi al Campionato Panamericoato Junior nel 2003 ed ai Campionati Mondiali Giovanili del 2004, svoltisi entrambi a Belém. Nel 2007, per sviluppare le sue potenzialità, la federazione sportiva gli chiede di trasferirsi a Brasilia, per allenarsi assieme a César Castro e Hugo Parisi, con l'allenatore della nazionale Ricardo Moreira.
Nel marzo 2010 partecipò ai Giochi sudamericani di Medellín 2010, in Colombia, dove vinse 3 medaglie di bronzo: nel trampolino 1 metro, nel trampolino 3 metri e, in squadra con Rui Machado, nel trampolino 3 metri sincro. L'anno seguente prese parte ai Giochi panamericani di Guadalajara 2011, in Messico, concludendo al quarto posto nel concorso dei tuffi dal trampolino 3 metri sincro, in coppia con César Castro.
Nel gennaio 2014, in un'intervista rilasciata al quotidiano Correio Braziliense, dichiarò pubblicamente di essere omosessuale, precisando di avere compiuto questo passo traendo ispirazione dal coming out del mese precedente del collega britannico Tom Daley.
Ai Giochi olimpici di Rio de Janeiro 2016 gareggiò nel concorso della trampolino 3 metri sincro con il compagno di nazionale Luiz Felipe Outerelo e concluse all'ottavo posto.
Matos è morto a soli 32 anni nel 2021, a causa di un'infezione polmonare.

## Palmarès
- Giochi sudamericani

Medellín 2010: bronzo nel trampolino 1m, nel trampolino 3m e nel sincro 3m.